# Mladíkov
Mladíkov je malá vesnice, část obce Vacov v okrese Prachatice v Jihočeském kraji. Nachází se 1,5 kilometru jihozápadně od Vacova. Prochází zde silnice II/170. Je zde evidováno 13 adres. V roce 2011 zde trvale žilo dvanáct obyvatel.
Mladíkov je také název katastrálního území o rozloze 1,42 km².

## Historie
První písemná zmínka o vesnici pochází z roku 1274.

## Obyvatelstvo
| Rok            | 1869 | 1880 | 1890 | 1900 | 1910 | 1921 | 1930 | 1950 | 1961 | 1970 | 1980 | 1991 | 2001 | 2011 | 2021 |
| -------------- | ---- | ---- | ---- | ---- | ---- | ---- | ---- | ---- | ---- | ---- | ---- | ---- | ---- | ---- | ---- |
| Počet obyvatel | 68   | 88   | 78   | 74   | 84   | 78   | 65   | 37   | 38   | 27   | 16   | 11   | 16   | 12   | 16   |
| Počet domů     | 11   | 13   | 12   | 12   | 12   | 12   | 12   | 9    | 9    | 8    | 8    | 11   | 12   | 12   | 11   |

## Obecní správa
Při sčítání lidu v letech 1850–1909 Mladíkov byl osadou obce Benešova Hora v okrese Strakonice. V letech 1910–1959 byl osadou obce Čábuze, se kterým patřil nejprve do okresu Strakonice, ale v roce 1950 v okrese Vimperk. Od roku 1960 je částí obce Vacov v okrese Prachatice.

## Pamětihodnosti
- Zvonička na návsi (kulturní památka ČR)
- Asi ½ kilometru západně od vesnice, již v katastru Čábuz, se prostírá přírodní památka Podhájí, chránící mokřadní louku.

## Další fotografie

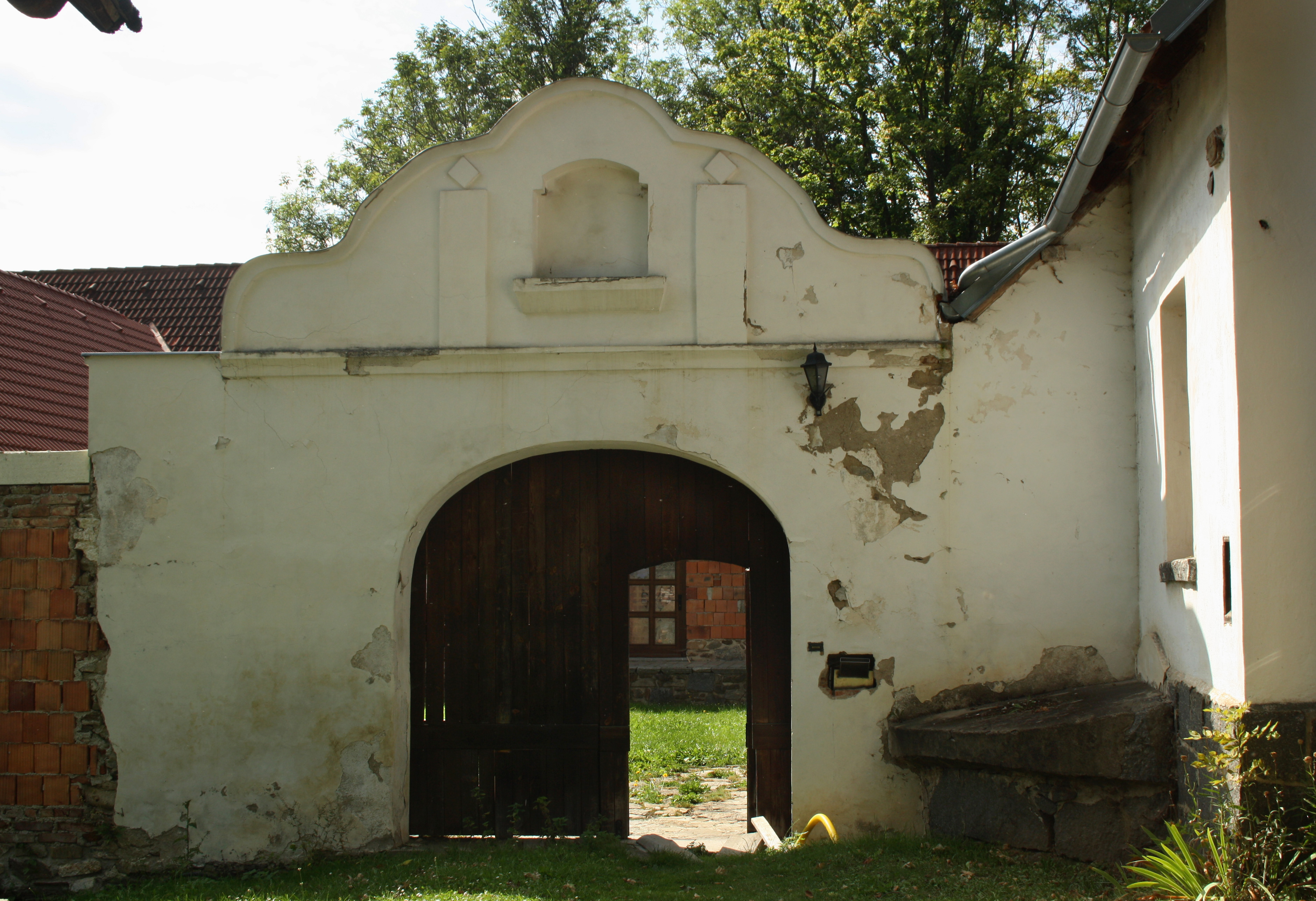
Opravovaná barokní brána
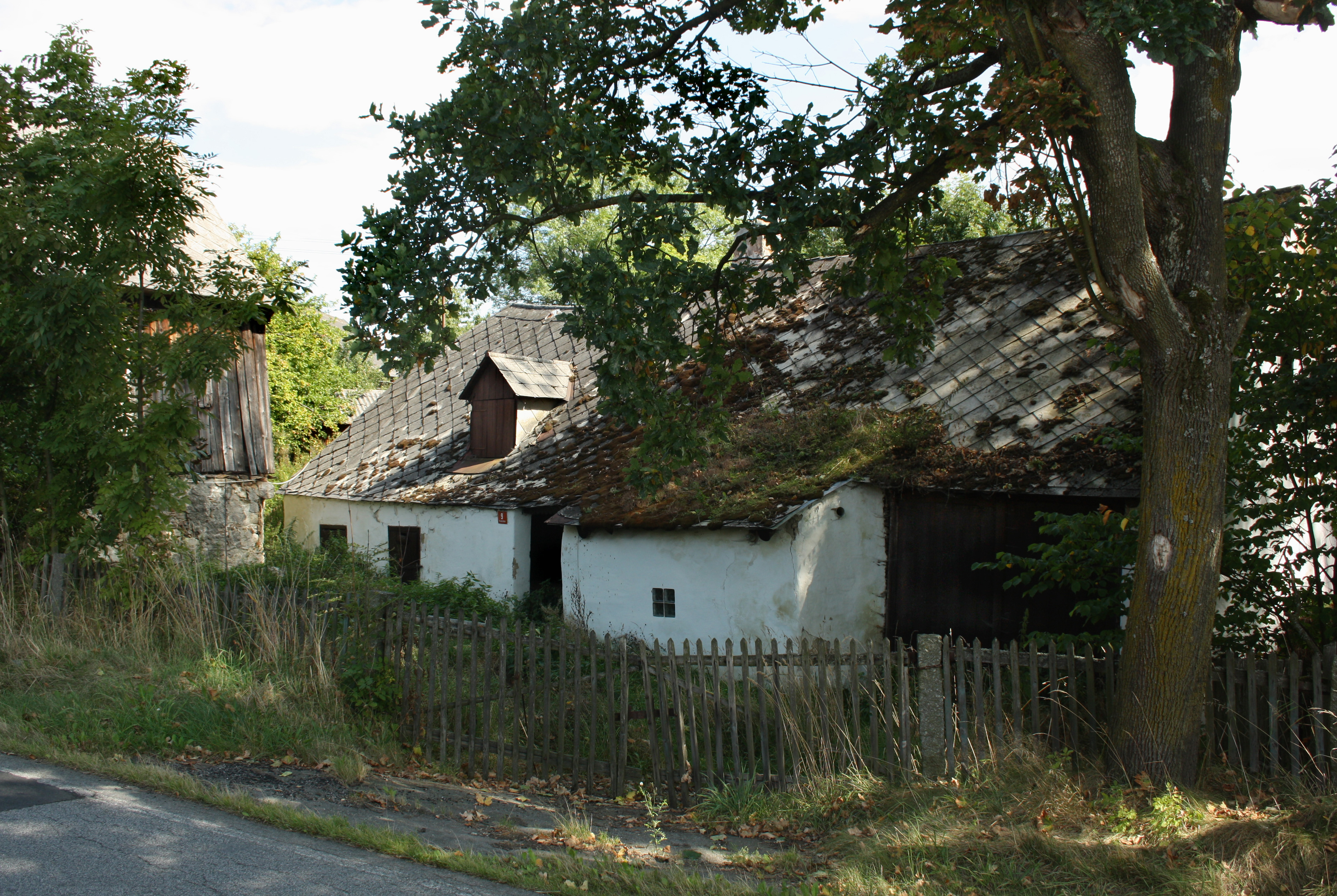
Rozpadající se stavení
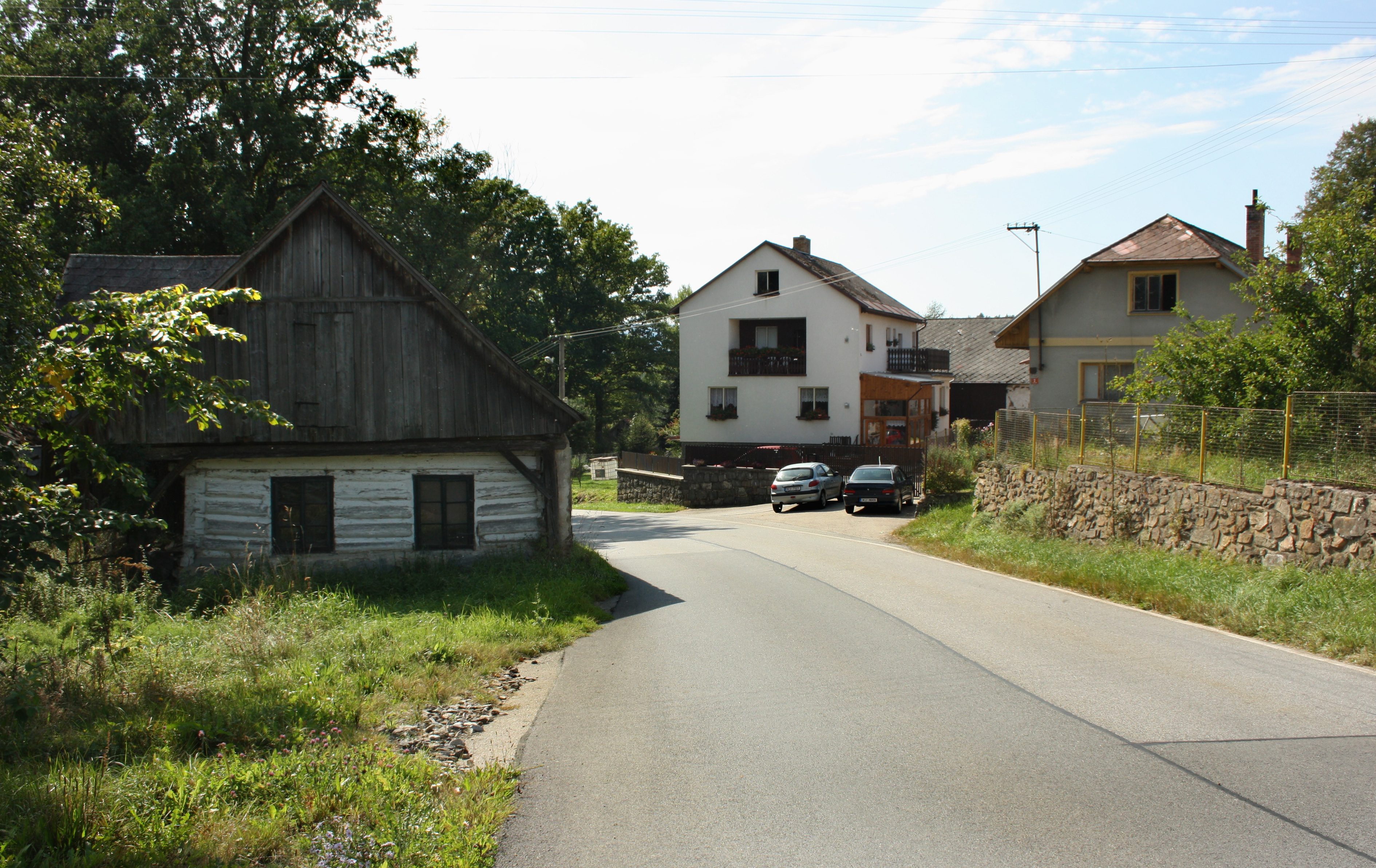
Silnice II/170 procházející vesnicí, dům vlevo (čp. 8) byl v roce 2019 zdemolován